# Franciscanen in Maastricht
Dit artikel geeft een overzicht van alle kloosterstichtingen van franciscanen en franciscanessen in Maastricht. In de loop van bijna acht eeuwen zijn er in Maastricht een vijfentwintigtal franciscanenkloosters (inclusief derde ordekloosters) geweest, echter niet allemaal tegelijkertijd. Op het hoogtepunt van de orde aan het einde van de 18e eeuw waren er vier mannenkloosters en acht vrouwenkloosters in Maastricht, die alle de kloosterregel van Franciscus van Assisi volgden.

## Geschiedenis franciscanen in Maastricht
De orde der franciscanen kent in Maastricht een lange en veelbewogen geschiedenis. Het eerste minderbroedersklooster te Maastricht werd in 1234 gesticht in het Jekerkwartier, vlak bij de toenmalige stadsmuur. Na het Verraad van Maastricht (1638), waarbij de franciscaner pater Vinck betrokken was, werd de orde gedwongen de stad te verlaten. In 1639 vertrokken de paters naar het klooster Slavante op de Sint-Pietersberg, waar al eerder een klooster van observanten gevestigd was geweest. Na de verovering van Maastricht door de Fransen (Beleg van Maastricht, 1673) mochten de franciscanen naar de stad terugkeren, maar het oude klooster in de Sint-Pietersstraat kregen ze niet terug met als gevolg dat een tweede klooster werd gesticht. Ook het klooster op Slavante bleef in gebruik. In 1796 werden alle kloosterorden door de Fransen opgeheven, ook de franciscanen. In 1853 vestigden de franciscanen zich voor de derde maal in Maastricht, op een terrein vlak bij het tweede klooster. Van 1971 tot 1980 waren de paters korte tijd gevestigd aan de Capucijnenstraat, waarna er definitief een einde kwam aan ruim zeven eeuwen aanwezigheid van paters franciscanen in Maastricht.
In de 15e en 16e eeuw kwamen er maar liefst vijf vrouwenkloosters bij, die alle tot de Derde Orde der Franciscanenessen gerekend worden: het Sint-Andriesklooster, het Sint-Annadalklooster, het Faliezustersklooster, het Beyartklooster en het Nieuwenhofklooster (voormalig begijnhof). Het begin van de 17e eeuw zag de vestiging van een nieuw mannenklooster (van de kapucijnen) en twee vrouwenkloosters (de annunciaten en het klooster Calvariënberg). De verovering van Maastricht door Lodewijk XIV van Frankrijk in 1673 maakte de vestiging van nog meer tertiarissenkloosters mogelijk, onder andere van grauwzusters en penitenten-recollectinnen. In de 19e en vroege 20e eeuw was er een nieuwe golf van franciscaner kloosterstichtingen. Franciscanen en franciscanessen waren onder andere actief in de zielzorg, gezondheidszorg, onderwijs, jeugdwerk en ander maatschappelijk werk. In de jaren 1950 en '60 waren franciscaner paters actief in de nieuw-opgerichte parochies van Nazareth (Antonius van Paduakerk) en Malberg (Vier Evangelistenkerk). Tegenwoordig is, voor zover bekend, de bescheiden communauteit van de franciscanessen van Heythuysen aan het Kardinaal van Rossumplein in Heugemerveld de enige vestiging van franciscanen in Maastricht.

## Overzicht franciscanerkloosters

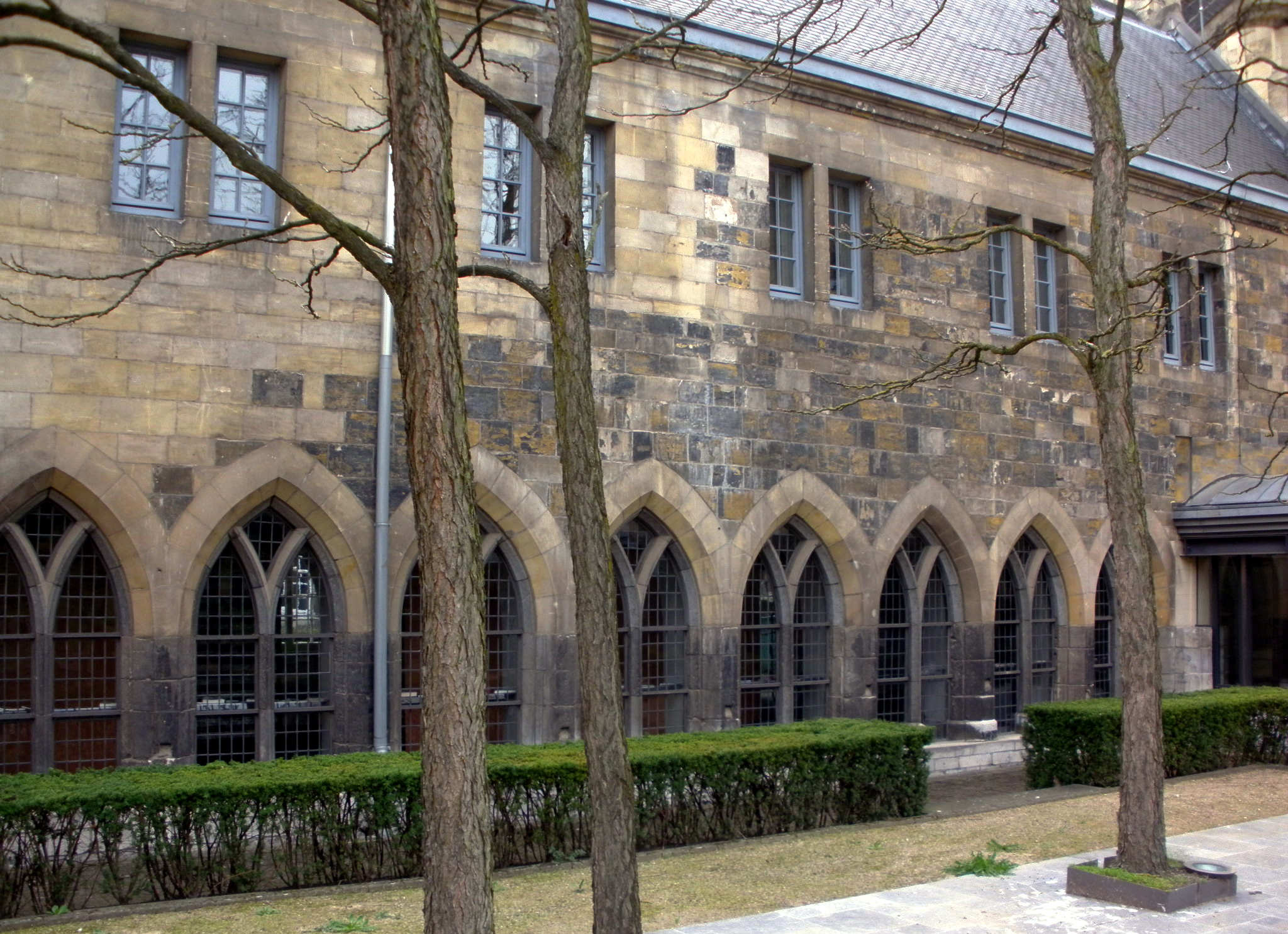
Oude Minderbroedersklooster, herbouwde kloostervleugel uit 1942

### Eerste Franciscanerklooster
De franciscanen vestigden zich omstreeks 1234 aan de Sint Pieterstraat, net binnen de toenmalige stadsomwalling. Rond 1517 ging een deel van de Maastrichter franciscanen over van de 'conventuelen' naar de 'observanten'; de weigeraars verlieten de stad. In 1578 werden zowel het minderbroedersklooster in de stad als dat op de Sint-Pietersberg verwoest en werden de franciscanen door protestantse sympathisanten tijdelijk de stad uit gejaagd. Na het Verraad van Maastricht, waarbij onder anderen de franciscaner pater Vink betrokken was, moesten de minderbroeders in 1639 de stad opnieuw verlaten, ditmaal voor langere tijd. Een aantal paters vestigden zich in het rond 1578 verwoeste observantenklooster ("Slavante") op de Sint-Pietersberg, even buiten de stad. De kerk en het klooster in de stad werden door het Maastrichtse garnizoen in gebruik genomen als kazerne en militaire opslagplaats. In 1884 werden kerk en klooster gerestaureerd en ingericht als Rijksarchief in Limburg, thans Regionaal Historisch Centrum Limburg (RHCL). Van het middeleeuwse minderbroedersklooster zijn de kerk uit omstreeks 1300 en een kloostervleugel bewaard gebleven.

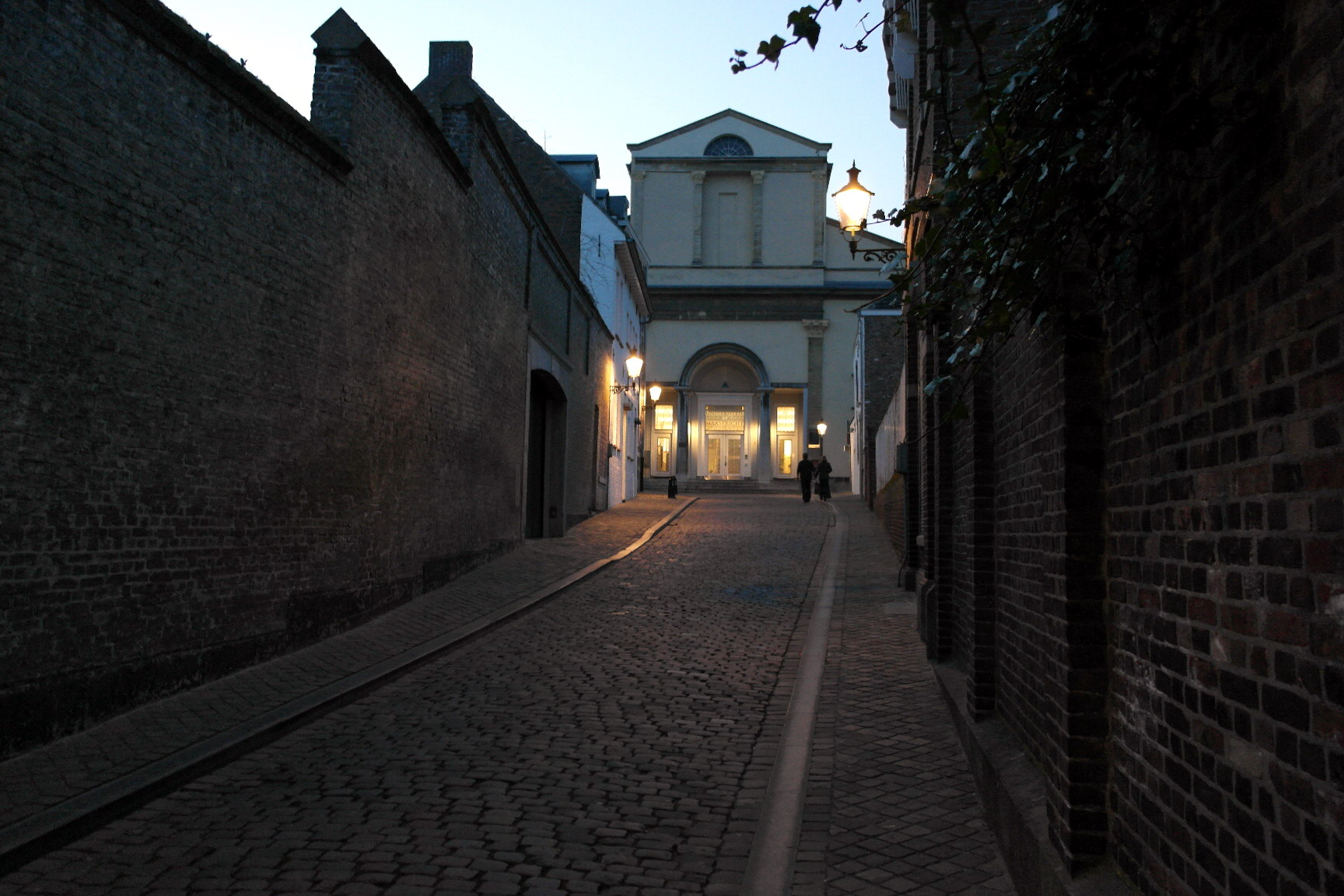
De Minderbroedersberg met de Tweede Minderbroederskerk

### Tweede Franciscanerklooster
Na het Beleg van Maastricht (1673) kregen de Franciscanen van de Franse bezetters toestemming om zich opnieuw in de stad te vestigen, een besluit dat in 1699 door de Staten-Generaal werd bekrachtigd. Het oude klooster in de Sint Pieterstraat kregen de paters echter niet terug. Op de Schuttenhof, de huidige Minderbroedersberg, werd vanaf 1700 een nieuw klooster gebouwd, het Tweede Minderbroedersklooster. In 1794 werd Maastricht ingenomen door de troepen van de Franse Nationale Conventie. In 1796 werden alle geestelijke instellingen door de Franse revolutionairen opgeheven, waaronder het klooster der franciscanen op de Minderbroedersberg, waarbij alle gebouwen en goederen werden genationaliseerd. Het gebouw heeft lange tijd dienstgedaan als rechtbank Maastricht en gevangenis en is thans in gebruik als bestuurszetel van de Universiteit van Maastricht.

### Derde Franciscanerklooster
In 1853 keerden de franciscanen terug in Maastricht. De paters konden geen rechten doen gelden op de beide eerdere kloosters en bouwden daarom een derde klooster aan de Tongesestraat-Patersbaan, in de nabijheid van het Tweede Minderbroedersklooster. In 1856 opende het nieuwe klooster met een theologie-opleiding. De paters waren in diverse parochies actief in de zielzorg en organiseerden daarnaast in hun eigen gebouw activiteiten voor arbeiders en kleine middenstanders via franciscaanse verenigingen. Bekend was het Derde-Ordegebouw van de franciscanen, ook Kleine Comedie genoemd, waar onder andere toneelvoorstellingen werden gehouden. In 1970 werden het klooster en de neogotische kerk verkocht en kort daarna gesloopt. De overgebleven paters woonden daarna korte tijd in een communauteit in de Capucijnenstraat (1971-1980).

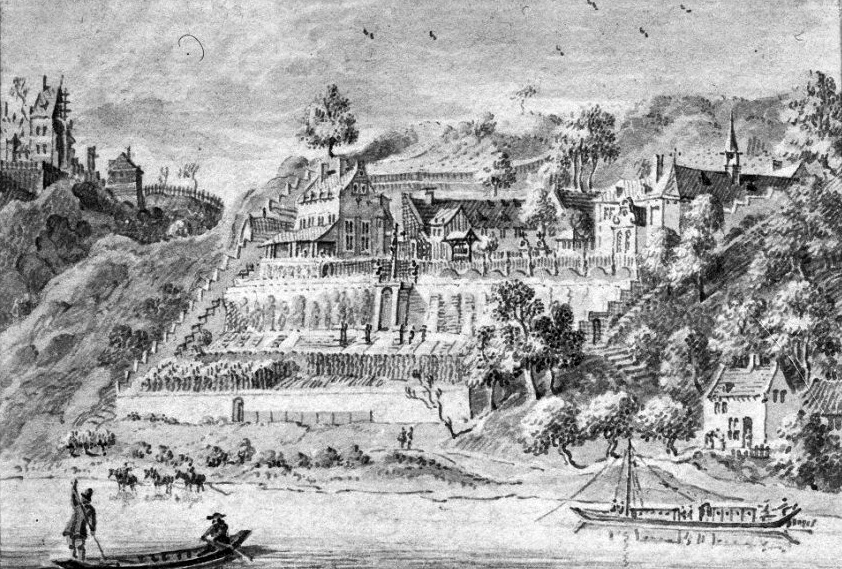
De Sint-Pietersberg met het Tweede Observantenklooster (Jan de Beijer, 1740)

### Eerste Observantenklooster
De eerste vestiging van de minderbroeders op de Sint-Pietersberg bestond uit een kluizenarij, die in 1489 met toestemming van de bisschop van Luik, Jan van Horne, werd omgevormd in een klooster van observanten of recollecten, een hervormingsbeweging binnen de franciscaner Orde, vanaf 1517 een zelfstandige orde. De naam Slavante is een verbastering van Observanten; de officiële naam van het klooster was Conventus Montis Divinae Gratiae. In 1578, tijdens de chaotische periode tussen de Spaanse Furie in Maastricht (1576) en het Beleg van Maastricht (1579) door Parma, werd het klooster verwoest.

### Tweede Observantenklooster
Na het Verraad van Maastricht in 1638 moesten de franciscanen na bijna vier eeuwen het Oude Minderbroedersklooster aan de Sint Pieterstraat verlaten en namen hun intrek in wat overgebleven was van het Observantenklooster op Slavante. Het klooster en de kerk werden heropgebouwd en in 1643 ging het kapittel van de franciscaner Orde te Leuven akkoord met de heroprichting van het klooster. Na het Beleg van Maastricht (1673) mochten de franciscanen van de Franse bezetters terugkeren in de stad, maar het klooster op Slavante bleef eveneens in gebruik. Bij de opheffing van de kloosters in de Franse tijd in 1796 woonden er achttien paters, tien broeders en twee knechten.

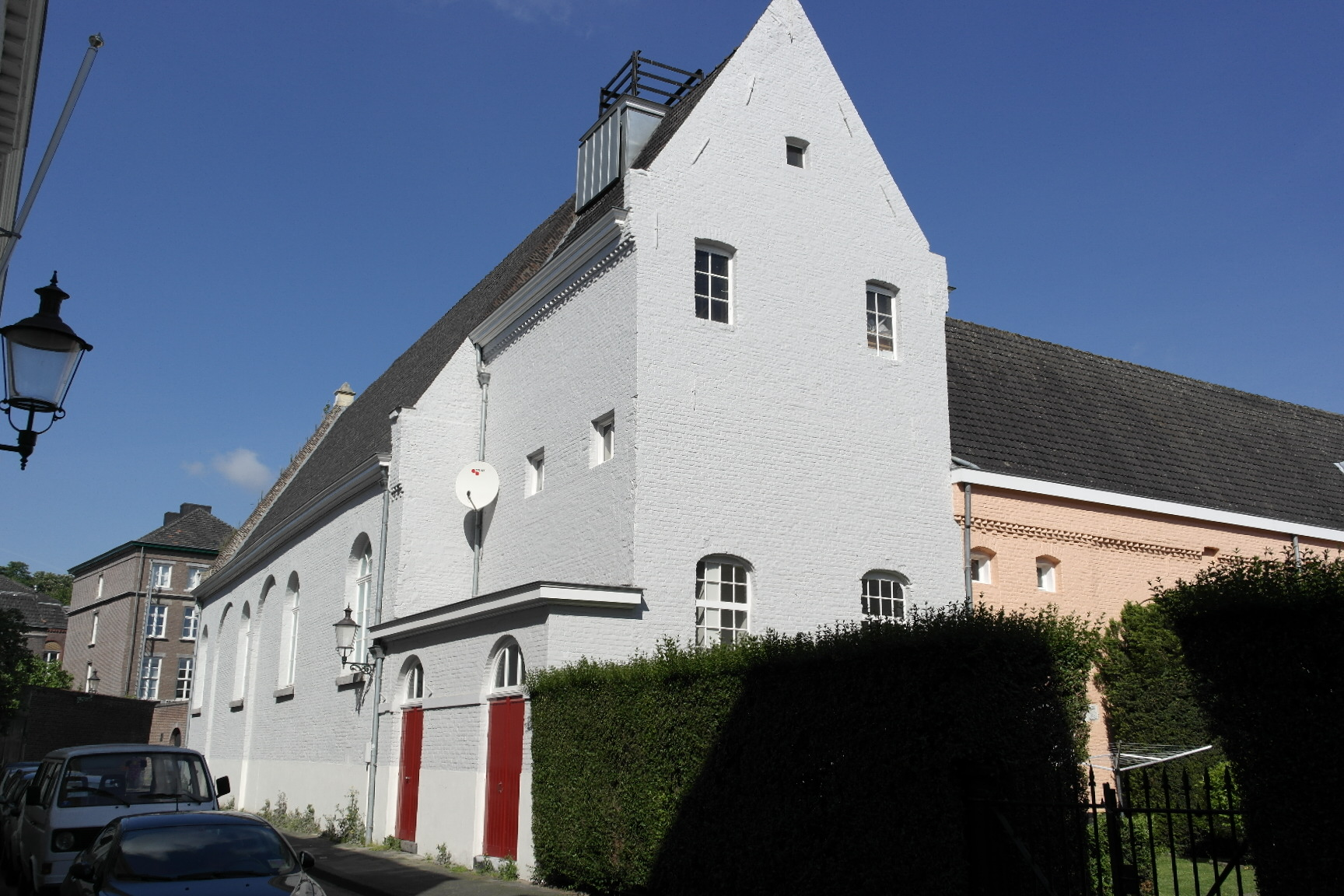
Het Kapucijnenklooster

### Capucijnenklooster
De minderbroeders kapucijnen (Ordo Fratrum Minorum Capucinorum) waren een afsplitsing van de franciscanen, voortgekomen uit de observantenbeweging, in 1528 door de paus goedgekeurd en vanaf 1619 geheel zelfstandig. De kapucijnen waren zeer strikt in het naleven van de kloosterregel van Sint-Franciscus en herkenbaar aan hun baard en capuchon, waar hun naam van afgeleid is. Hoewel er in Maastricht in die tijd een verbod was op nieuwe kloosterstichtingen, mochten de kapucijnen zich in 1609 op een terrein in het Statenkwartier vestigen, omdat ze bereid waren pestlijders bij te staan. In de kloostertuin was een deel afgescheiden als pestkerkhof. Het nog bestaande tuinhuis (thans Misericordeplein) werd wellicht door pestlijders gebruikt. Bij de opheffing van het klooster door de Fransen in 1796 woonden er 25 kapucijnen in het klooster. De gebouwen werden ingericht als kazerne en militair magazijn en een deel van het terrein werd gebruikt voor de bouw van de Maastrichtse Synagoge. Later vestigden zich de Broeders van de Onbevlekte Ontvangenis van Maria in de gebouwen.

### Bogaardenklooster
De bogaarden of beggarden waren aanvankelijk de mannelijke tegenhangers van de begijnen, die in 1359 de Derde Regel van Sint-Franciscus aannamen en daarmee in feite tertiarissen werden. Wellicht was hun eerste vestiging aan de Bogaardenstraat (vicus Beggardorum, 1316). Later bevond zich een klooster van bogaarden in de Witmakersstraat. Het werd in 1796 opgeheven en van de gebouwen is niets bewaard gebleven.

## Overzicht franciscanessenkloosters

### Sint-Andriesklooster
Het Sint-Andriesklooster was een klooster van franciscanessen dat omstreeks 1439 ontstond uit een convent van begijnen, die toen de regel van de derde orde van Sint-Franciscus aannamen. Rond 1500 telde het klooster een veertigtal kloosterlingen, maar dat aantal werd daarna niet meer gehaald. Uit de periode 1470-1525 zijn een aantal handschriften bewaard gebleven, waaruit blijkt dat het klooster een rol speelde bij de religieuze opleving van die periode. In de Franse tijd werd het klooster, met toen nog negen leden, opgeheven en de goederen genationaliseerd (1797). Het klooster kreeg een militaire functie en is daarna, op de kerk na, grotendeels afgebroken.

### Sint-Annadalklooster
Deze tertiarissen, die de Derde Regel van Sint-Franciscus volgden, vestigden zich in 1441 op de hoek Sint Jacobstraat / Lantaarnstraat met toestemming van de bisschop van Luik, Jan van Heinsberg. In 1531 werd het zusterklooster tijdens onlusten vernield. In de jaren 1660 was er een hoog oplopend conflict, wat in 1670 resulteerde in een samengaan van het klooster van Sint-Annadal met dat van Calvariënberg. Tot 1698 bleef het pand aan de Sint-Jacobstraat in gebruik als weeshuis met twee toeziende zusters; in dat jaar werd het pand verkocht ten gunste van het weeshuis, dat daarna in de Lenculenstraat werd voortgezet. De naam van het klooster herleefde in de 20e eeuw in die van het Ziekenhuis Sint Annadal.

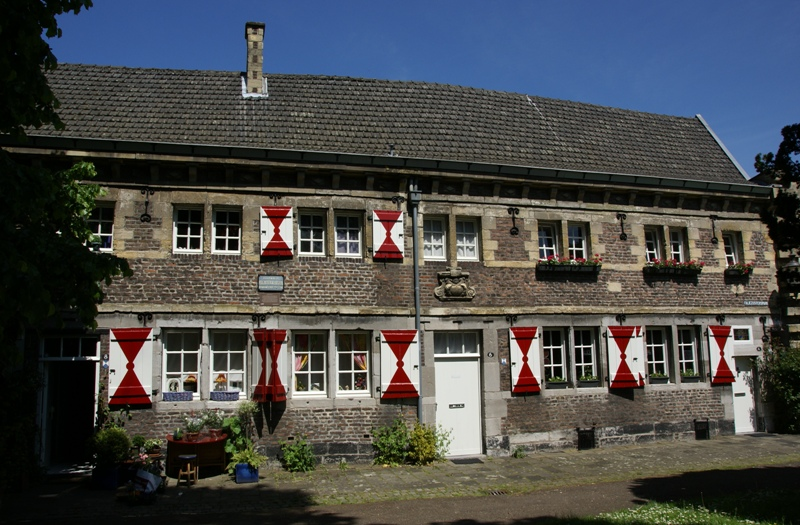
Faliezustersklooster

### Faliezustersklooster (Sint-Catharinadalklooster)
De falie-, feil- of feijlenzusters vestigden zich omstreeks 1470 in Maastricht, met toestemming van de bisschop van Luik, Lodewijk van Bourbon. De zusters vestigden zich in het Jekerkwartier, vlak bij de stadsmuur. In 1590 werd het klooster (of convent) aangeduid als Sint-Catharina Bongart, later Sint-Catharinadal. De zusters werden echter meestal aangeduid als faliezusters, naar hun sluier (vergelijk Engels veil, Frans voile) en hielden zich bezig met ziekenverzorging. In 1674 werd die taak overgenomen door de grauwzusters en werd het Faliezustersklooster een contemplatief klooster, waarbij de zusters de Derde Regel van Sint-Franciscus aannamen. De zusters voorzagen in hun onderhoud door het wassen en verstellen van paramenten en kerklinnen. Het huidige klooster dateert uit 1647; de kloosterkapel werd omstreeks 1865 gesloopt. Bij de opheffing van het klooster in 1796 woonden er een priorin, vijf zusters en een novice.

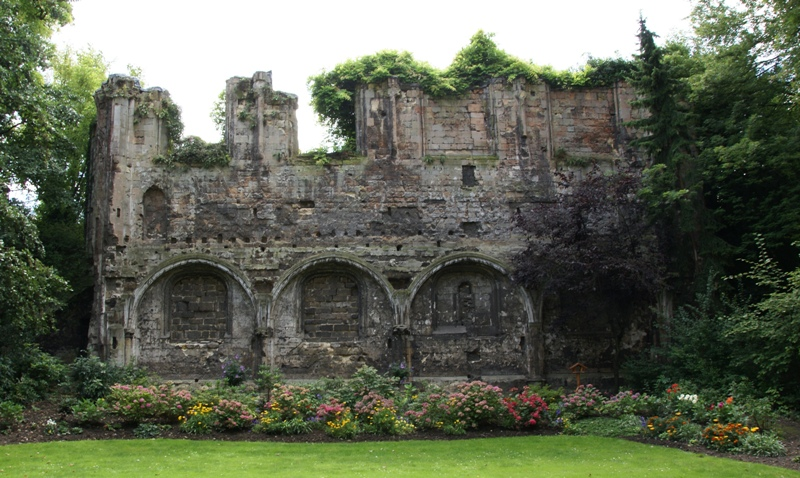
Ruïne Beyartklooster

### Beyartklooster (Dal van Josaphat, franciscanessen van Peer)
In 1476 vestigden zeven tertiarissen van het franciscanessenklooster uit Peer zich in het huis De Beyart aan de Brusselsestraat, dat daarna ook wel Dal van Josephat werd genoemd. In 1485 en 1490 bevestigde de bisschop van Luik, Johan van Horne, de zelfstandigheid van het nieuwe klooster. In 1796 werden alle geestelijke instellingen door de Franse revolutionairen opgeheven, waaronder de gemeenschap der franciscanessen van het Dal van Josaphat. Op het terrein vestigden zich een eeuw later de Broeders van de Onbevlekte Ontvangenis van Maria, ofwel Broeders van Maastricht, die er een nieuw klooster bouwden, de Tweede Beyart.

### Nieuwenhofklooster
Al in het midden van de 13e eeuw bestond een Maastrichts begijnhof, gelegen buiten de toenmalige stadsmuren. Na enige omzwervingen vestigden de begijnen zich eind 15e eeuw aan de Zwingelput/Nieuwenhofstraat. Korte tijd later, in 1502, werd de Derde Regel van Sint-Franciscus aangenomen, maar de omvorming tot klooster was pas rond 1625 afgerond. In 1796 werd het klooster opgeheven. De gebouwen dienden daarna als armen- en weeshuis en huisvesten thans het University College Maastricht.

### Eerste Annunciatenklooster
Ook de annunciaten waren tertiarissen, franciscanessen die de Derde Regel van Sint-Franciscus volgden. De proost van het Sint-Servaaskapittel, Engelbert Boonen, steunde in 1615 de vestiging in Wyck van zeven zusters vanuit het Leuvense annunciatenklooster. De zusters verwierven van de jezuïeten een perceel aan de Wycker Grachtstraat, waarop ze hun klooster en kerk bouwden. De annunciaten voorzagen in hun onderhoud door onder andere van stro gevlochten producten te verkopen. Het klooster had steeds rond de 20 leden. Op 1 september 1796 werd het klooster door de Fransen opgeheven. Van de kloosterkerk uit 1624 resteert nog een deel van het koor, thans onderdeel van een schuur op het te herontwikkelen achterterrein van de voormalige Palace bioscoop. Aan de gevel van het pand Wycker Grachtstraat 9 bevindt zich een gedenksteen uit 1953.

### Tweede Annunciatenklooster
Begin 19e eeuw werd de congregatie in België heropgericht. Van 1883-1898 woonden enkele annunciaten afkomstig uit Geel in een klooster aan de Lenculenstraat.

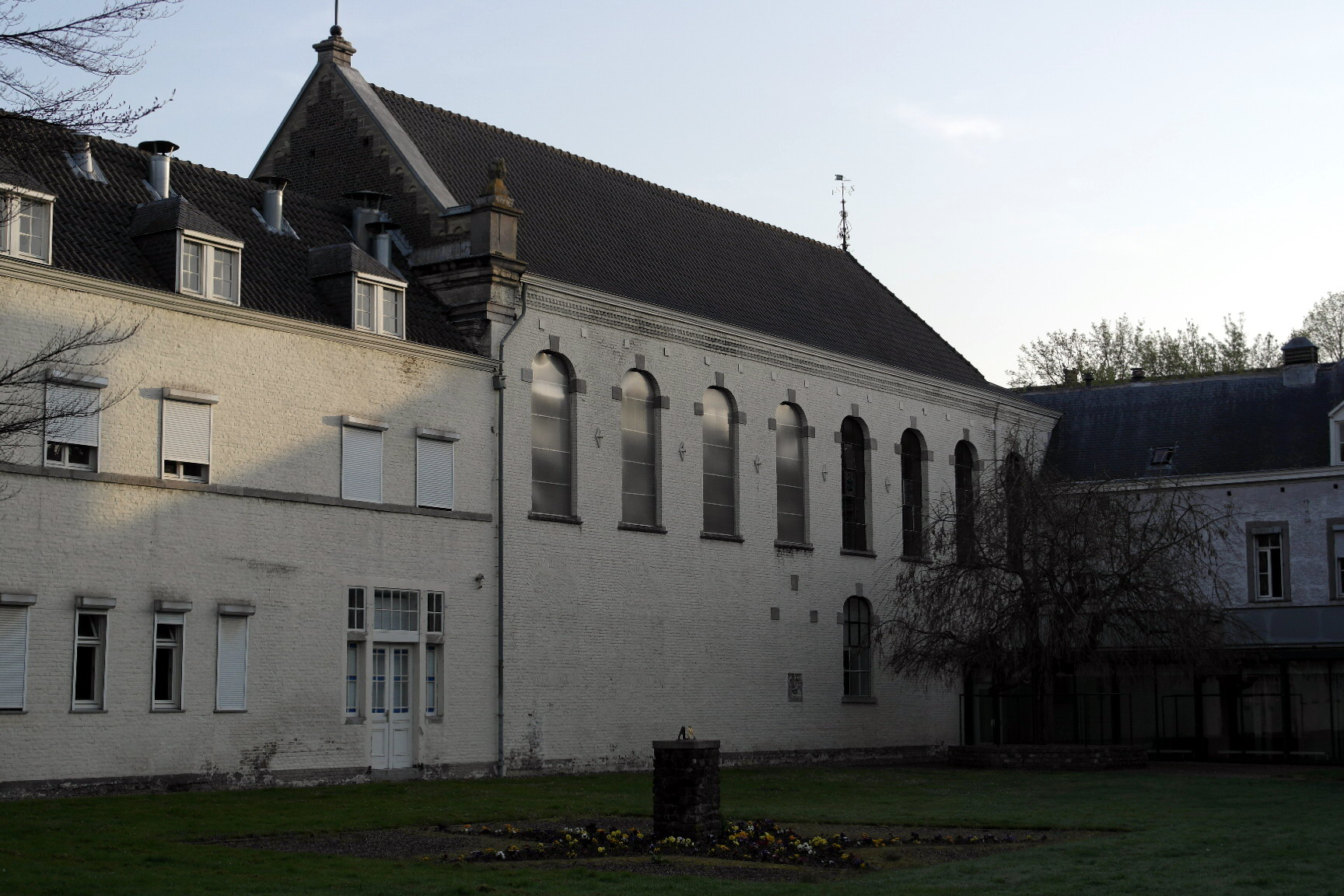
Kloosterkapel Calvariënberg

### Calvariënbergklooster
Deze gemeenschap van zusters werd in 1628 door Elisabeth Strouven opgericht met als specifiek doel zich op de ziekenverpleging toe te leggen. De zusters namen in 1661 onder druk de Derde Regel van Sint-Franciscus aan en werden daarmee officieel een klooster. In 1670 fuseerde het klooster met dat van Sint-Annadal, waarna de ziekenverzorging in 1675 werd overgedragen aan de grauwzusters. In 1718 werd een nieuwe regel aangenomen, waarin de ziekenverpleging niet meer genoemd werd. Het habijt veranderde van grijs naar bruin met een zwarte lakense kap. Bij de opheffing in 1796 telde het klooster één overste, zestien koorzusters en zeven conversen, inwonende niet-religieuzen.

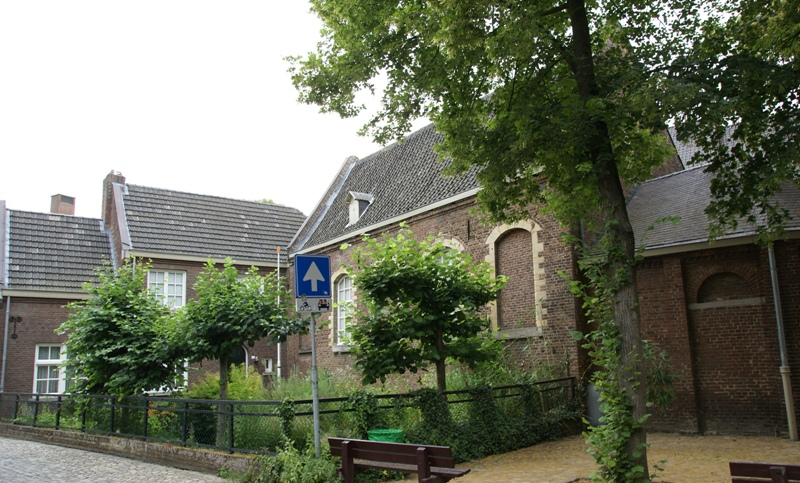
Grauwzustersklooster

### Grauwzustersklooster (Sint-Elisabethsdal)
De grauwzusters waren een voornamelijk in de Spaanse Nederlanden actieve orde van tertiarissen, zusters die leefden naar de Derde Regel van Sint-Franciscus. De uit Hasselt afkomstige zusters vestigden zich in 1673 in het Huis Stas in het Jekerkwartier, nadat al eerder tijdens de pestepidemie van 1664 enkele grauwzusters in de stad werkzaam waren geweest. Vanaf 1674 namen ze de verpleegtaken over van de zusters van Sint-Annadal, Sint-Catharinadal en Calvariënberg. In de Franse tijd (1797) werd het klooster opgeheven en moesten de tien overgebleven zusters een andere bezigheid zoeken. Het gebouw functioneerde daarna als krankzinnigengesticht, oude vrouwenhuis en jongensinternaat en doet thans dienst als Natuurhistorisch Museum Maastricht.

### Penitenten-Recollectinnenklooster
Deze orde van tertiarissen was een afsplitsing van het grauwzustersklooster van Gent, waarvan enkele leden zich omstreeks 1623 in het stadje Limbourg in het hertogdom Limburg vestigden. Van daaruit kwamen de Franstalige zusters, die leefden naar de Derde Regel van Sint-Franciscus, in 1673 naar Maastricht, waar ze op de Busschuttenhof aan de Boschstraat een klooster bouwden met een kostschool voor meisjes. Door een schenking van de graaf van Tilly konden ze een kapel en ziekenzaal aan het klooster toevoegen. De kerk werd in 1725 ingewijd. In de Franse tijd (1797) werd het klooster opgeheven. Kerk en klooster werden in 1866 door brand verwoest.

### Klooster Franciscanessen van Heythuysen

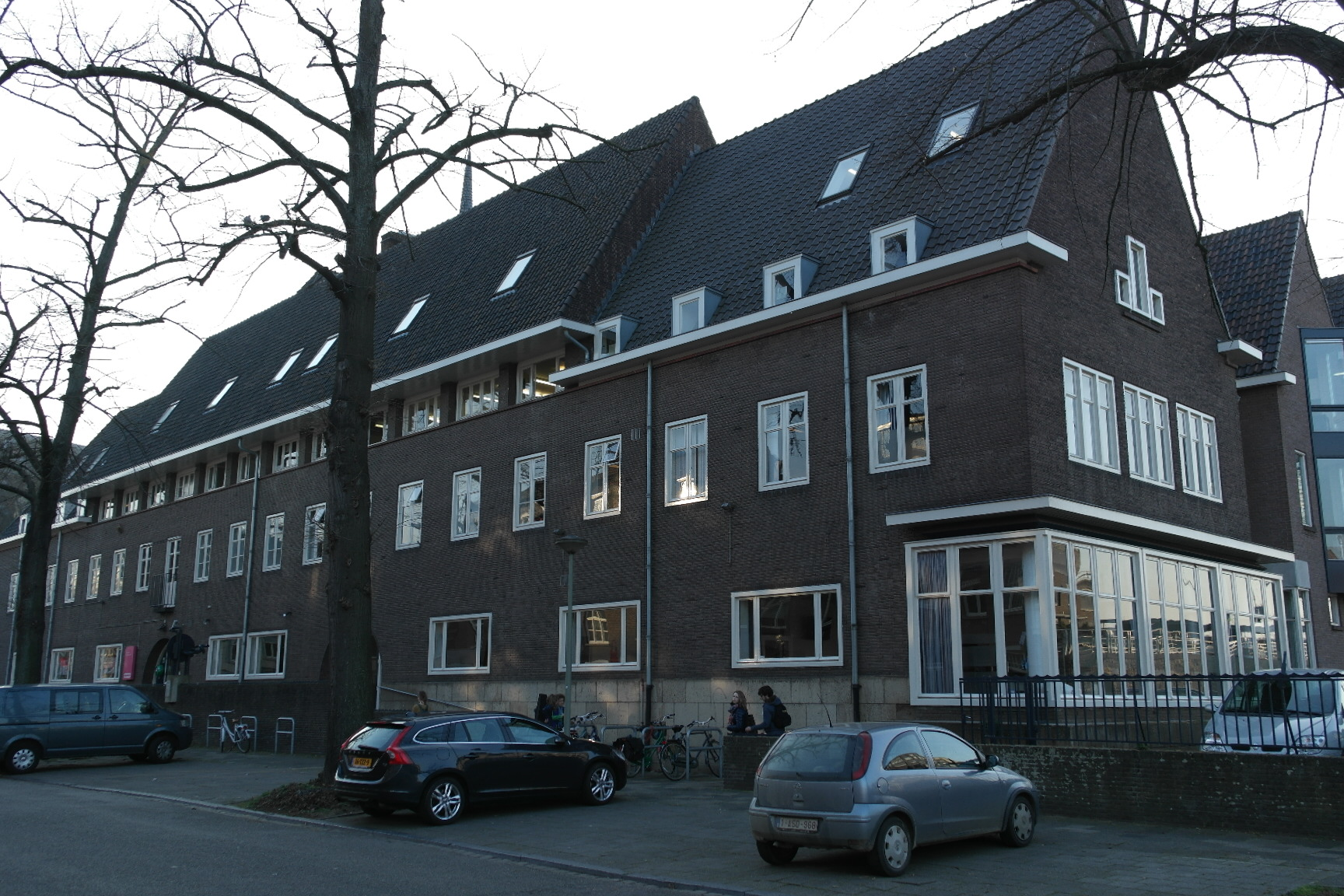
Klooster van de Franciscanessen van Heythuysen in Wyck

Na de Franse tijd werd de traditie van de penitenten-recollectinnen (ook wel Limburgse reform genoemd) voortgezet door onder anderen de franciscanessen van Dongen (1801) en de franciscanessen van Heythuysen (1835). Deze laatste congregatie vestigde zich in de Sint-Pieterstraat in het Jekerkwartier, waar ze onderwijs gaven. In 1857 werd de vestiging wegens financiële en personeelsproblemen opgegeven. Een op instigatie van pastoor-deken Van Laer in 1863 opgerichte school te Wyck was wel succesvol. In 1875 werd hieraan een pensionaat toegevoegd, in 1892 een naaischool, in 1916 een ULO-school en in 1933 een Montessorikleuterschool. Het klooster aan de Sint Maartenspoort in Wyck werd in 1980 opgeheven; het gebouw is thans in gebruik als muziekschool, de kapel is ingericht als balletstudio. De zusters verhuisden naar een veel kleiner pand in de wijk Heugemerveld.

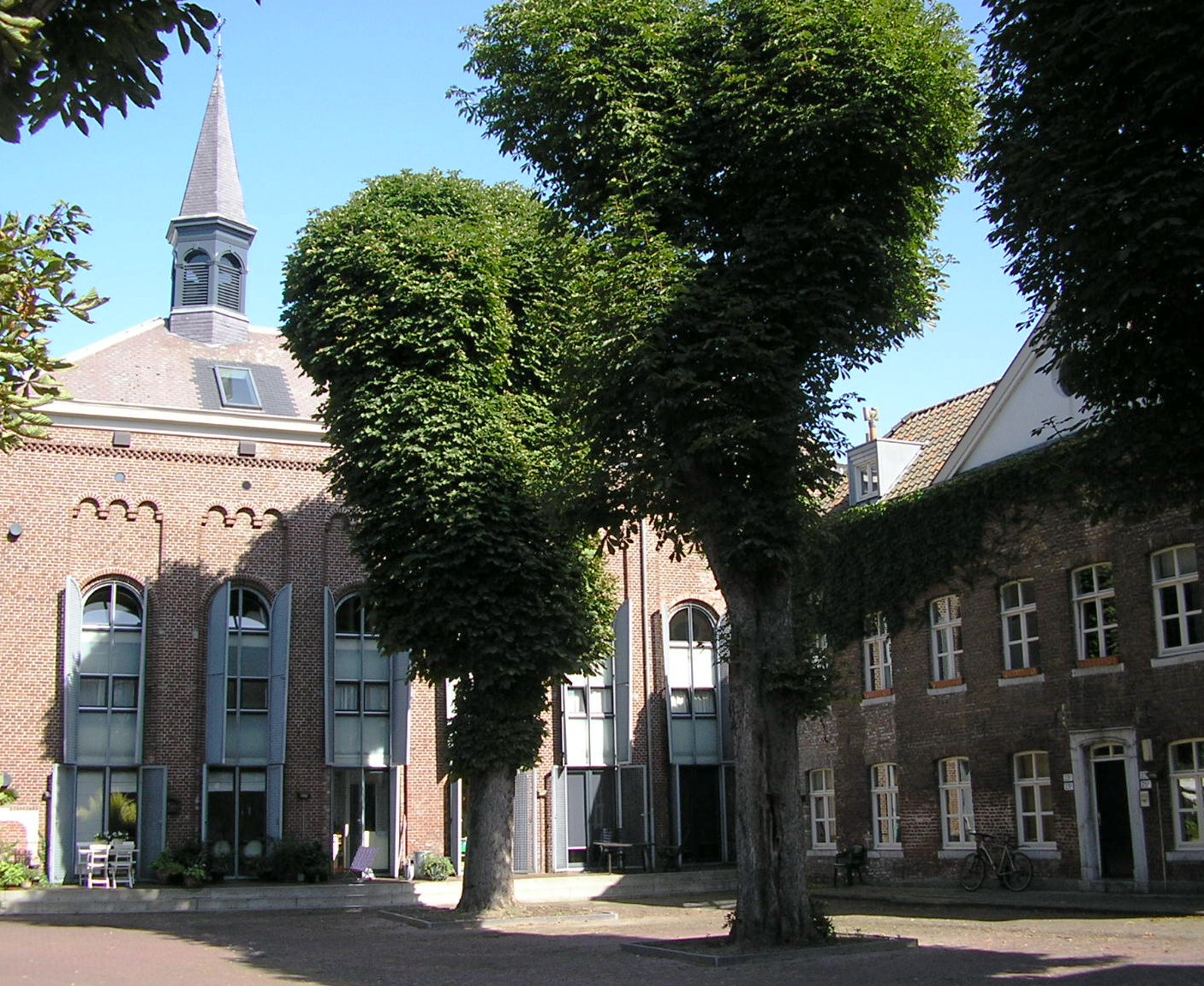
Klooster van de Franciscanessen-missionarissen van Maria (Capucijnenhof)

### Klooster van de Franciscanessen-missionarissen van Maria
De Franciscanessen-missionarissen van Maria, ook wel witte zusters genoemd (in Maastricht ook wel grijze zusters), was een missiecongregatie die aan het einde van de 19e eeuw in India was opgericht. In 1907 vestigden de zusters zich in een pand aan de Grote Gracht, maar in 1911 verwierven ze enkele gebouwen aan de Capucijnenhof van de Broeders van Maastricht. In 1968 vertrokken 32 zusters naar een nieuw klooster in Drenthe. In de kapel van de Capucijnenhof was van 1969-'79 de jongerensociëteit Kombi gevestigd en in de kloostervleugels van 1971-'91 een communauteit en bejaardenhuis van paters franciscanen (na de opheffing van het Derde Minderbroedersklooster). Het complex werd daarna, inclusief de kloosterkerk, verbouwd tot appartementen.

### Klooster van de Franciscanessen van Nonnenwerth (Mariënwaard)
Van 1875 tot 1954 was het landhuis De Kanjel (nu La Grande Suisse) in gebruik als klooster door de franciscanessen van Nonnenwerth, de Duitse tak van de franciscanessen van Heythuysen. Nonnenwerth is een kloostereiland in de Rijn bij Bad Honnef. De zusters moesten vanwege de Kulturkampf (1872-79) uit Duitsland vluchten en stichtten bij het dorp Bunde het klooster Huize Overbunde. In de nabijgelegen buurtschap Mariënwaard vestigden ze een kleiner klooster met een school en internaat dat ze Marienwerth noemden, later de voogdijstichting Mgr. J.G. van Rijtstichting, daarna Xonar, en sinds 2020 een uitvaartcentrum en crematorium.

### Klooster van de Franciscanessen van de Heilige Jozef (Amby)
Deze congregatie van tertiarissen van Sint-Franciscus was in 1867 gesticht door Elisabeth Kuborn in Schweich (bij Trier). Vanwege de Kulturkampf in Duitsland verhuisden de zusters in 1877 naar Nederland, eerst naar Beek en omstreeks 1885 naar Valkenburg (Franciscanessenklooster). Van 1906 tot 1964 was een kleine gemeenschap gevestigd in een pand in Amby, aan de toenmalige Kloosterstraat. Sinds de annexatie van 1970 heet deze straat Longinastraat, genoemd naar zuster Longina (Maria Helene Kuppen, 1902-1979). De zusters waren actief in het onderwijs en de wijkverpleging. Van het klooster is niets meer over.

### Franciscanessenklooster (Heer)
Eind 19e eeuw woonden Franse franciscanessen enige tijd in het Klooster Opveld in Heer, waar voorheen Duitse oblaten (1880-1885) tijdelijk onderdak hadden gevonden en in 1902 de eveneens Franse zusters van de Voorzienigheid hun klooster vestigden. Over de franciscanessen is verder niets bekend.

### Clarissenklooster (Scharn)
In 1909 vestigden zich enkele uit Spanje en Frankrijk verdreven clarissen (Tweede Orde van Sint-Franciscus) in het 18e-eeuwse landhuis Het Goedje, ook wel Huis te Scharen genoemd, in Scharn, toentertijd behorend bij de gemeente Heer, sinds 1970 in de gemeente Maastricht gelegen. De Franse naam van het klooster was Petit couvent de Sainte Claire du Sacré Coeur. In 1921 keerden de zuster naar Frankrijk terug.

### Klooster van de Franciscanessen van Mariadal (Borgharen)
Deze orde werd in 1836 te Roosendaal opgericht en staat daarom ook wel bekend als de franciscanessen van Roosendaal. Van 1928 tot 1973 waren de zusters gevestigd in de verbouwde pastorie aan de Kerkstraat in Borgharen. De vestiging te Borgharen was de eerste en enige stichting van de congregatie in het bisdom Roermond. De communauteit verzorgde het onderwijs aan de parochiële meisjesschool.

## Cultureel erfgoed

### Kloosterkerken
Behalve de gotische Oude Minderbroederskerk is ook de classicistische Tweede Minderbroederskerk bewaard gebleven, hoewel het interieur van die laatste kerk sterk gewijzigd is. Van het Maastrichtse kapucijnenklooster is de eenvoudige bakstenen kerk uit 1615 bewaard gebleven. Van de vele vrouwenkloosters van derde orde-franciscanessen zijn nog diverse kloosterkerken overgebleven. De belangrijkste zijn de Sint-Andrieskerk, de ruïne van de Beyartkerk, een fragment van de Annunciatenkerk, de Grauwzusterskerk, de kapel van het klooster Calvariënberg en de kloosterkerk van de Franciscanessen-missionarissen van Maria (oorspronkelijk gebouwd voor de Broeders van Maastricht).

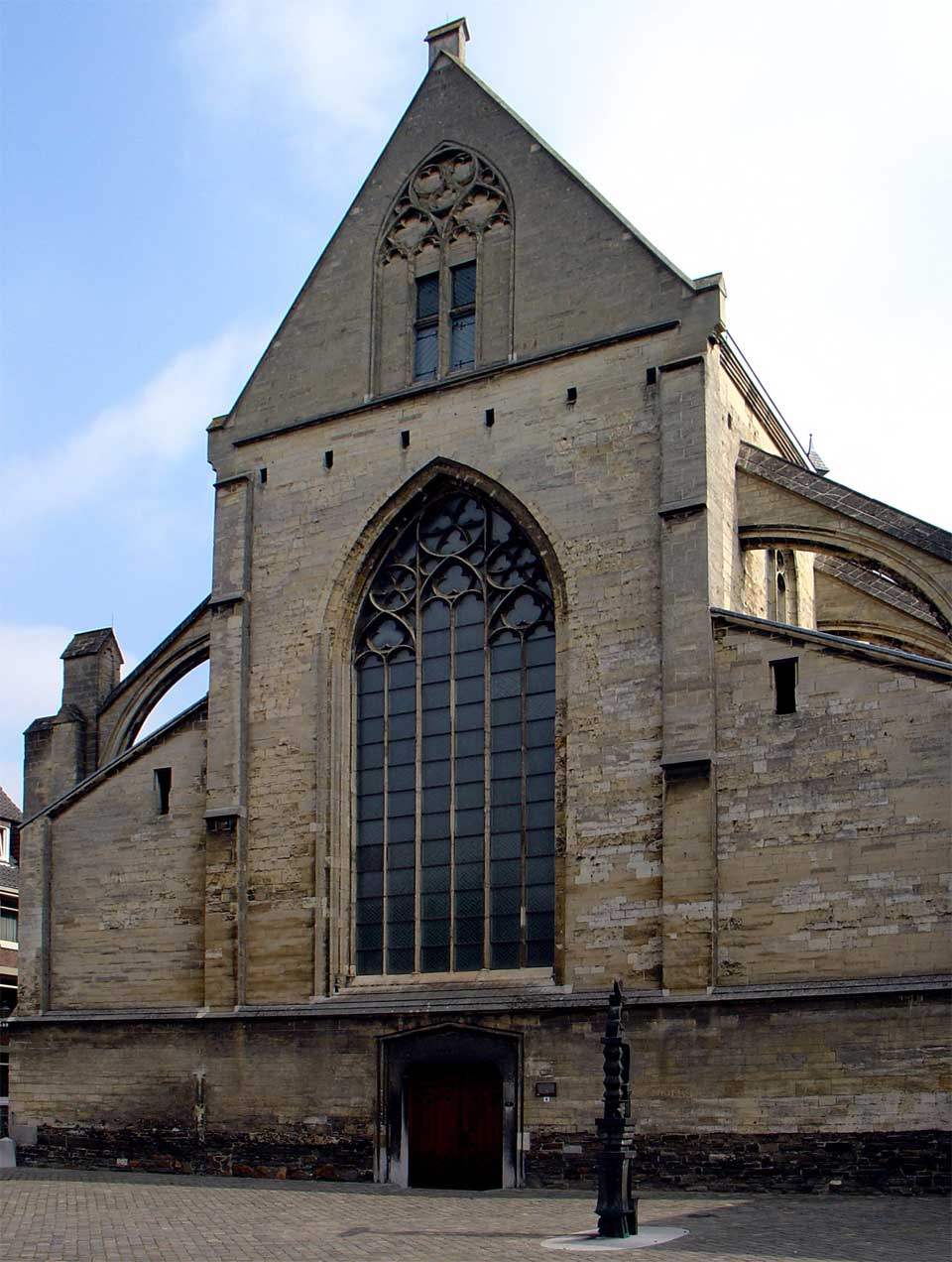
Oude Minderbroederskerk
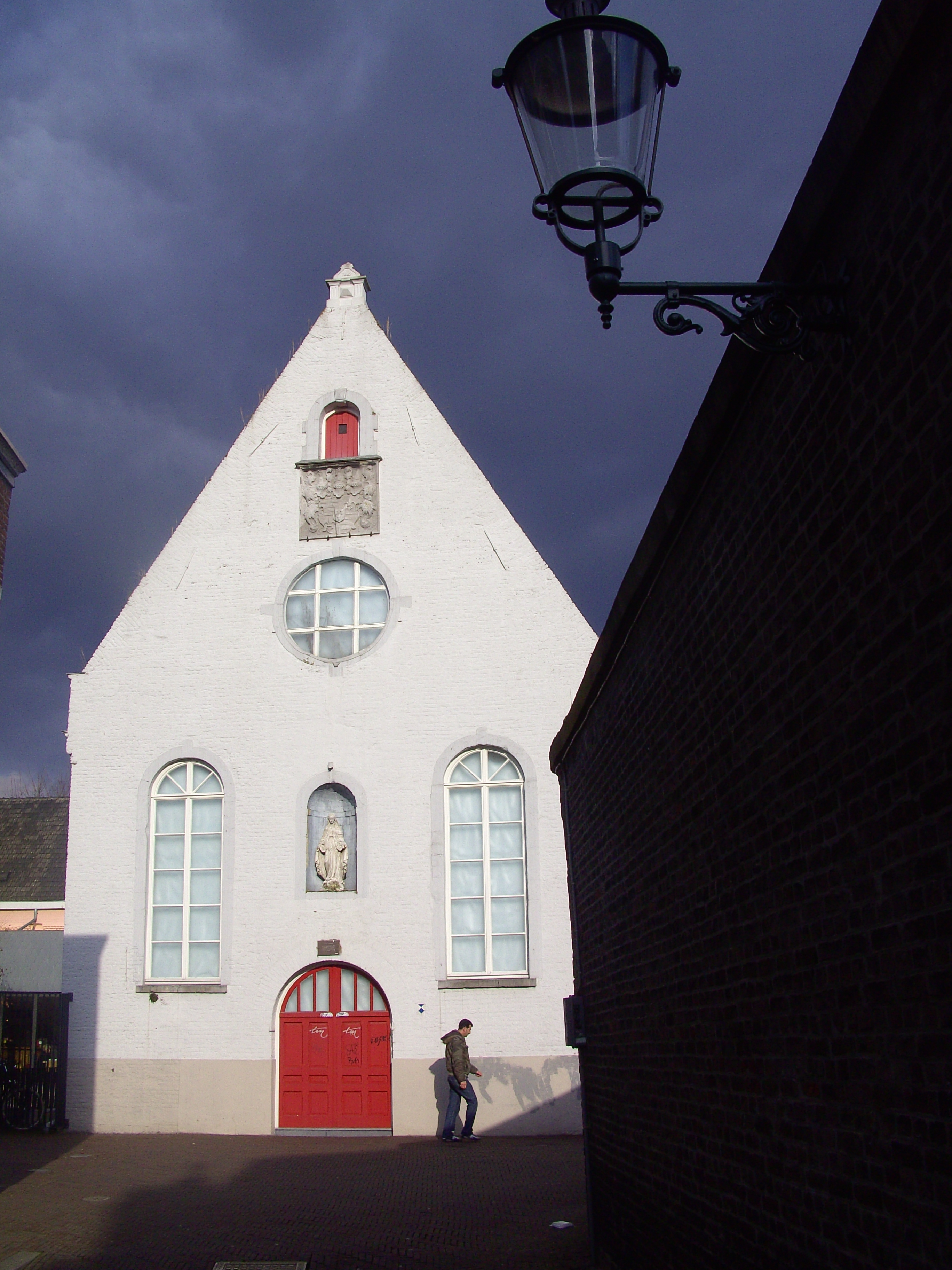
Capucijnenkerk
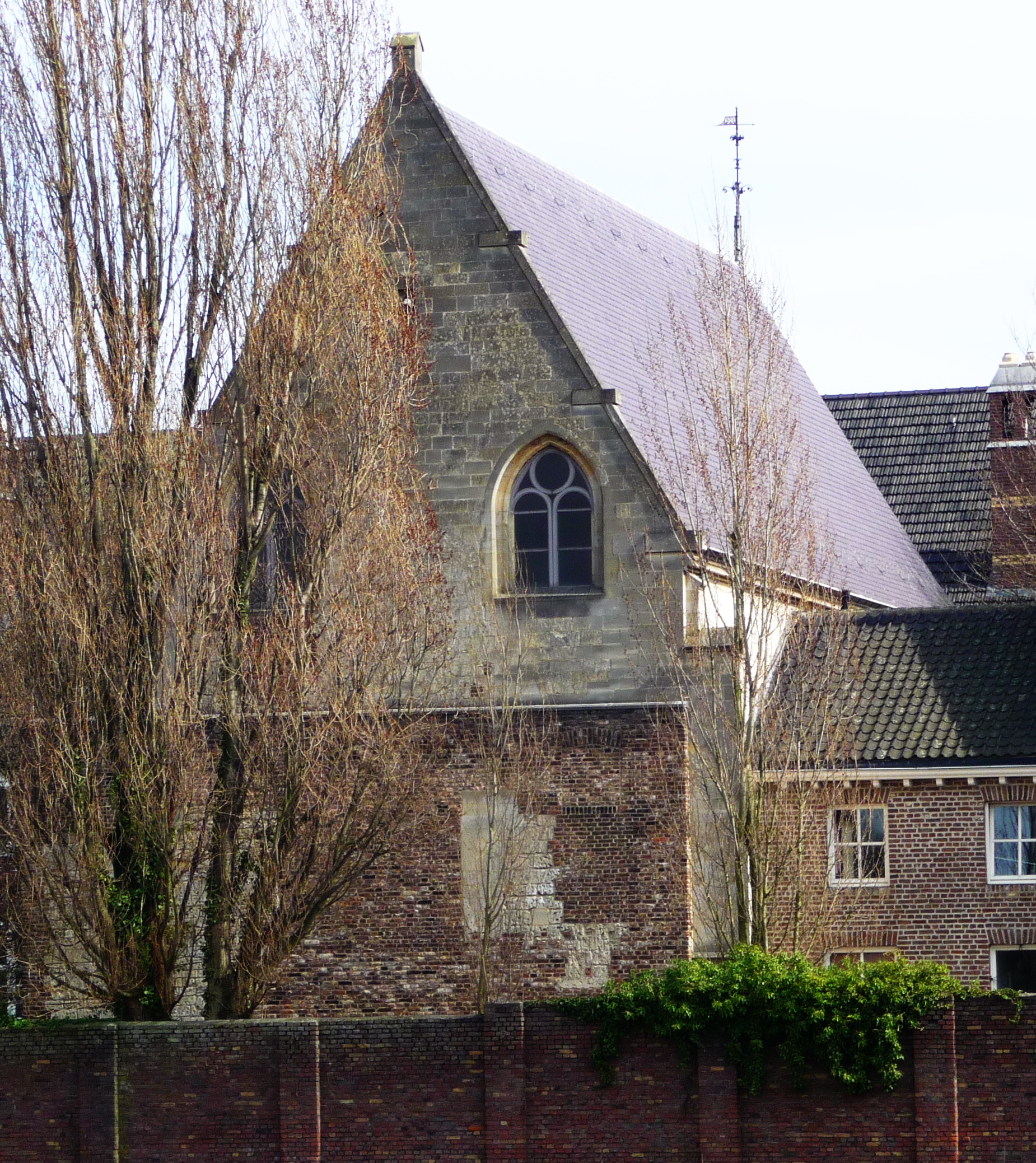
Sint-Andrieskerk
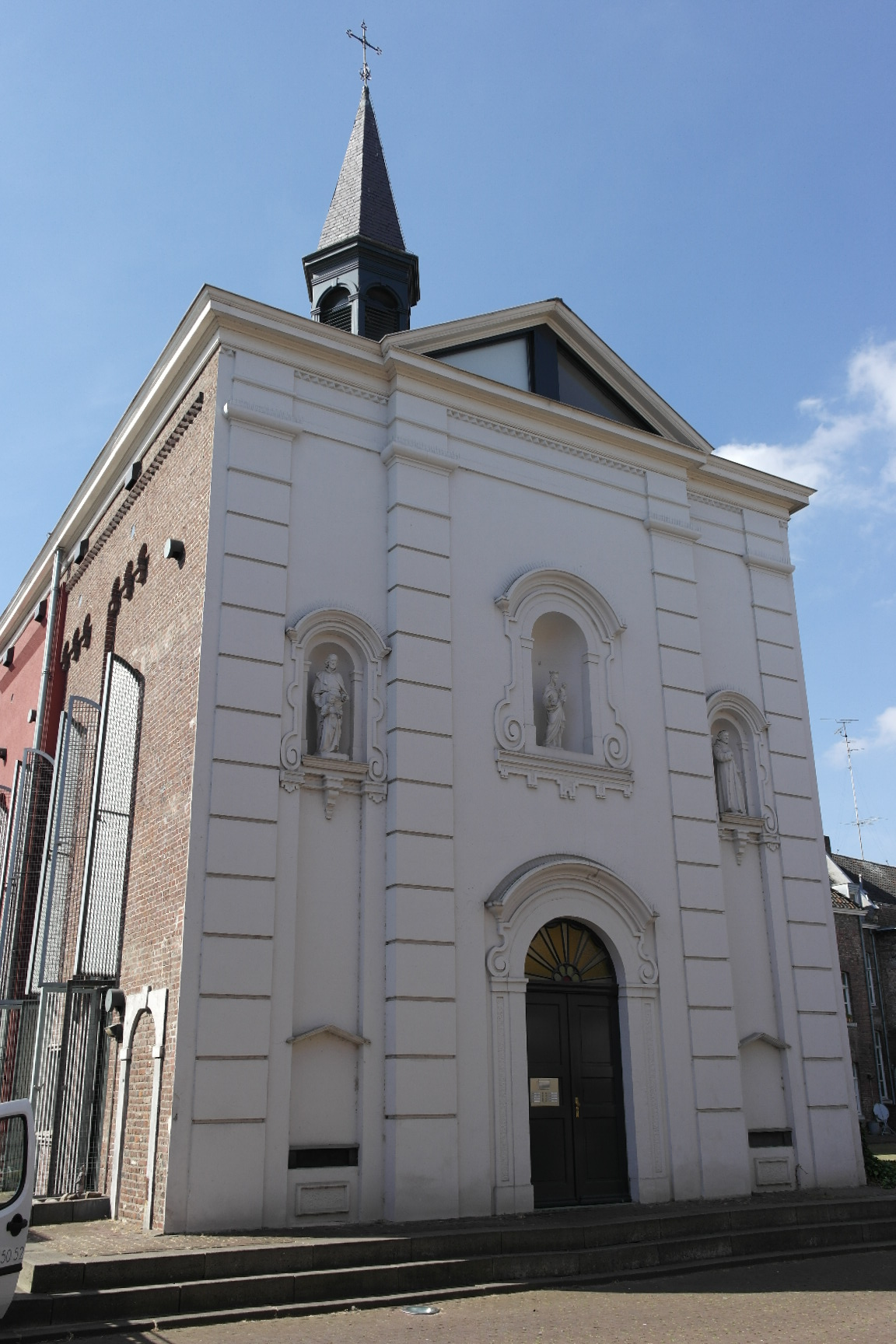
Franciscanessenkerk Capucijnenhof

### Kloosters
Van het Oude Minderbroedersklooster is slechts een kleine deel bewaard gebleven, dat bovendien grotendeels heropgebouwd is. Het Tweede Minderbroedersklooster heeft de tand des tijds en de vele functiewisselingen beter doorstaan en is nagenoeg in zijn geheel bewaard gebleven. Het neogotische Derde Minderbroedersklooster is, op een toegangspoort na, in 1971 gesloopt. Van het Observantenklooster op de Sint-Pietersberg resteren enkele muurfragmenten. Van de vele franciscanessenkloosters zijn nog redelijk intact: het Faliezustersklooster, het Grauwzustersklooster (thans Natuurhistorisch Museum Maastricht), een tweetal sterk gewijzigde vleugels van het Klooster Calvariënberg en enkele 20e-eeuwse kloostergebouwen.

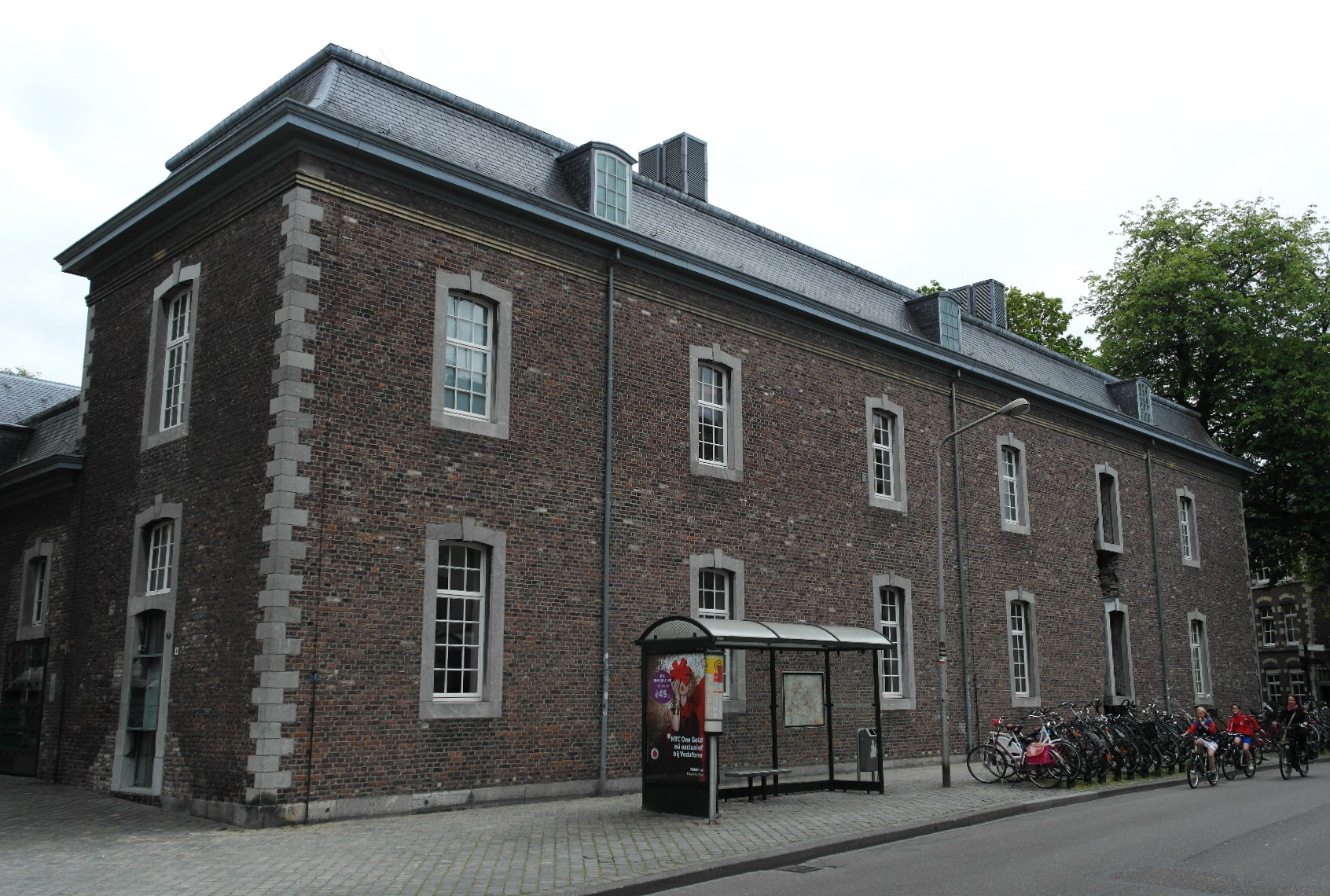
Oude Minderbroedersklooster
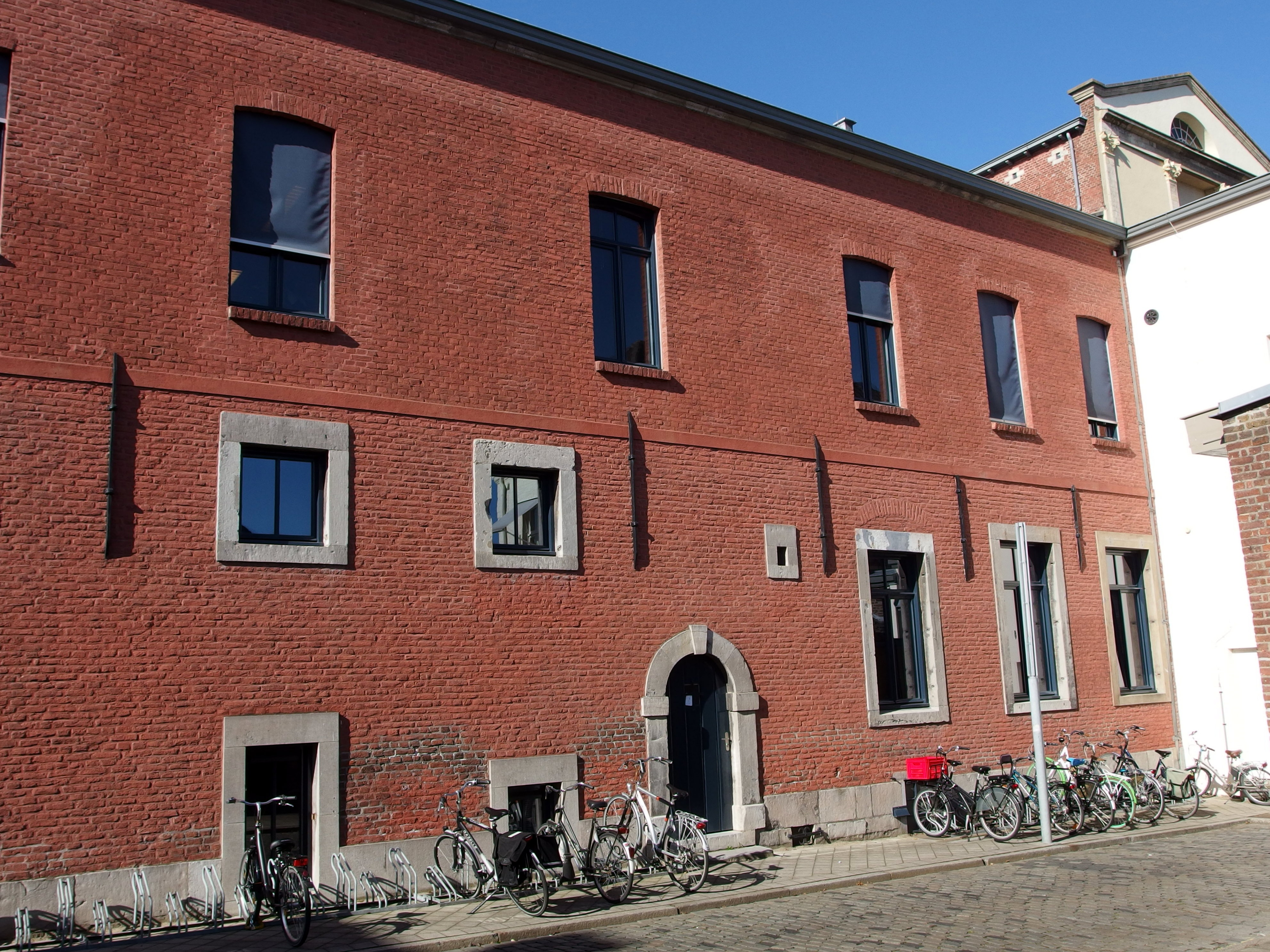
Tweede Minderbroedersklooster
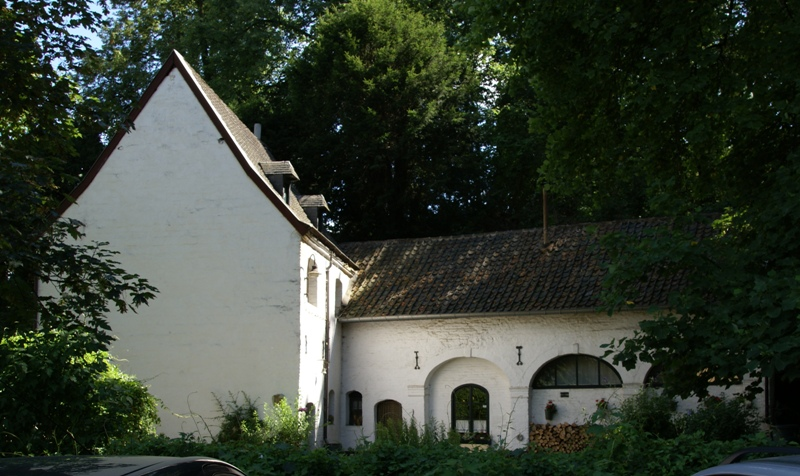
Observantenklooster, Sint-Pietersberg
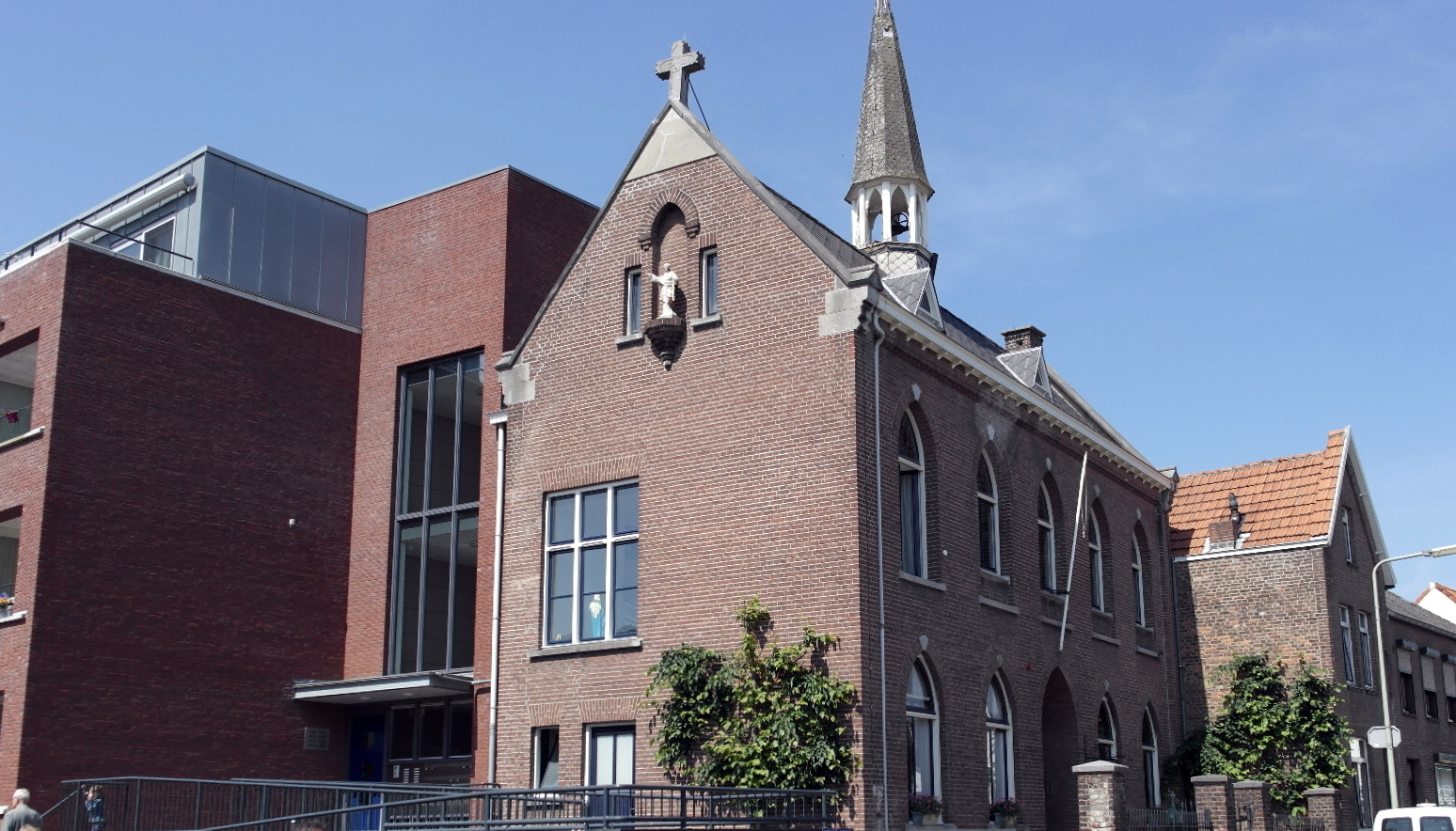
Franciscanessen van Mariadal, Borgharen

### Overige gebouwen
Van sommige kloosters, zoals het Derde Franciscanenklooster aan de Tongersestraat en het Eerste Penitenten-Recollectinnenklooster aan de Boschstraat, is niet meer dan een poort overgebleven. Het Clarissenklooster in Scharn heeft in haar korte bestaan nauwelijks sporen achtergelaten in het eeuwenoude pand 't Goedje aan de Burgemeester Cortenstraat. Van het Observantenklooster op de Sint-Pietersberg is de kloosterkapel verdwenen, maar de barokke Sint-Antoniuskapel getuigt nog van het gewijde karakter dat deze plaats ooit had. Zowel het klooster als de meisjesschool van de franciscanessen van Heythuysen in Wyck hebben een andere bestemming gekregen: in het eerste aan de straat Sint Maartenspoort was enkele jaren de muziek- en dansafdeling van Kumulus gevestigd; in het tweede aan de Franciscus Romanusweg een dependance van het Conservatorium Maastricht.

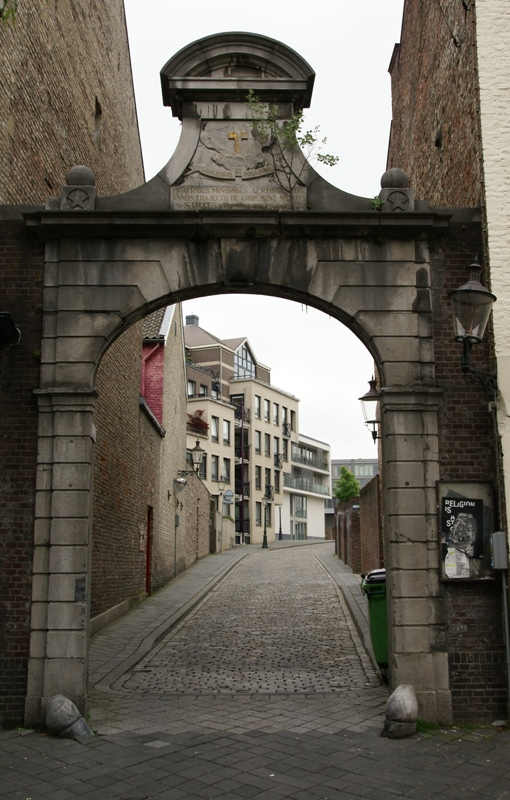
Patersbaan, poort Derde Franciscanerklooster
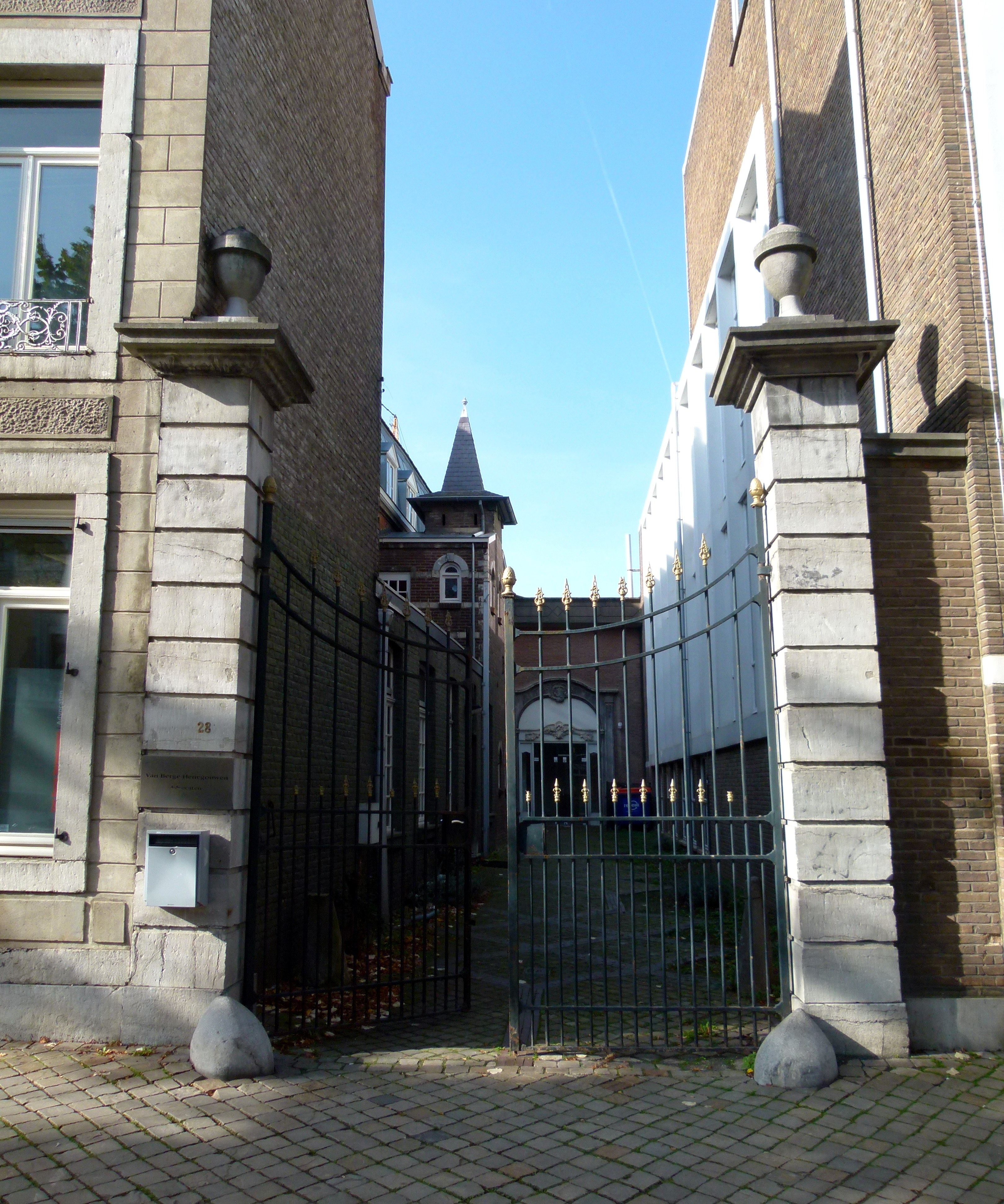
Boschstraat, Penitentenpoort
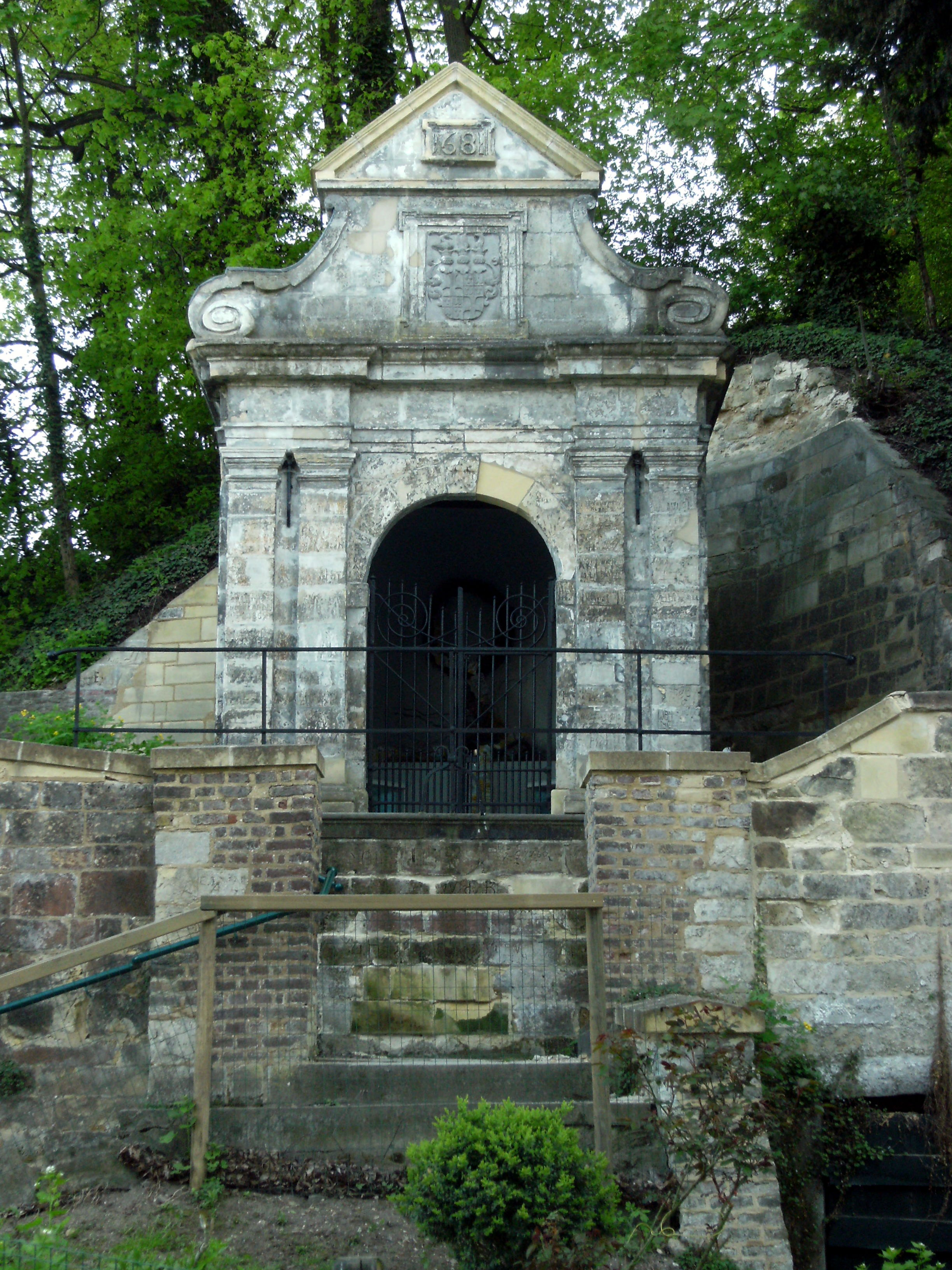
Slavante, Sint-Antoniuskapel
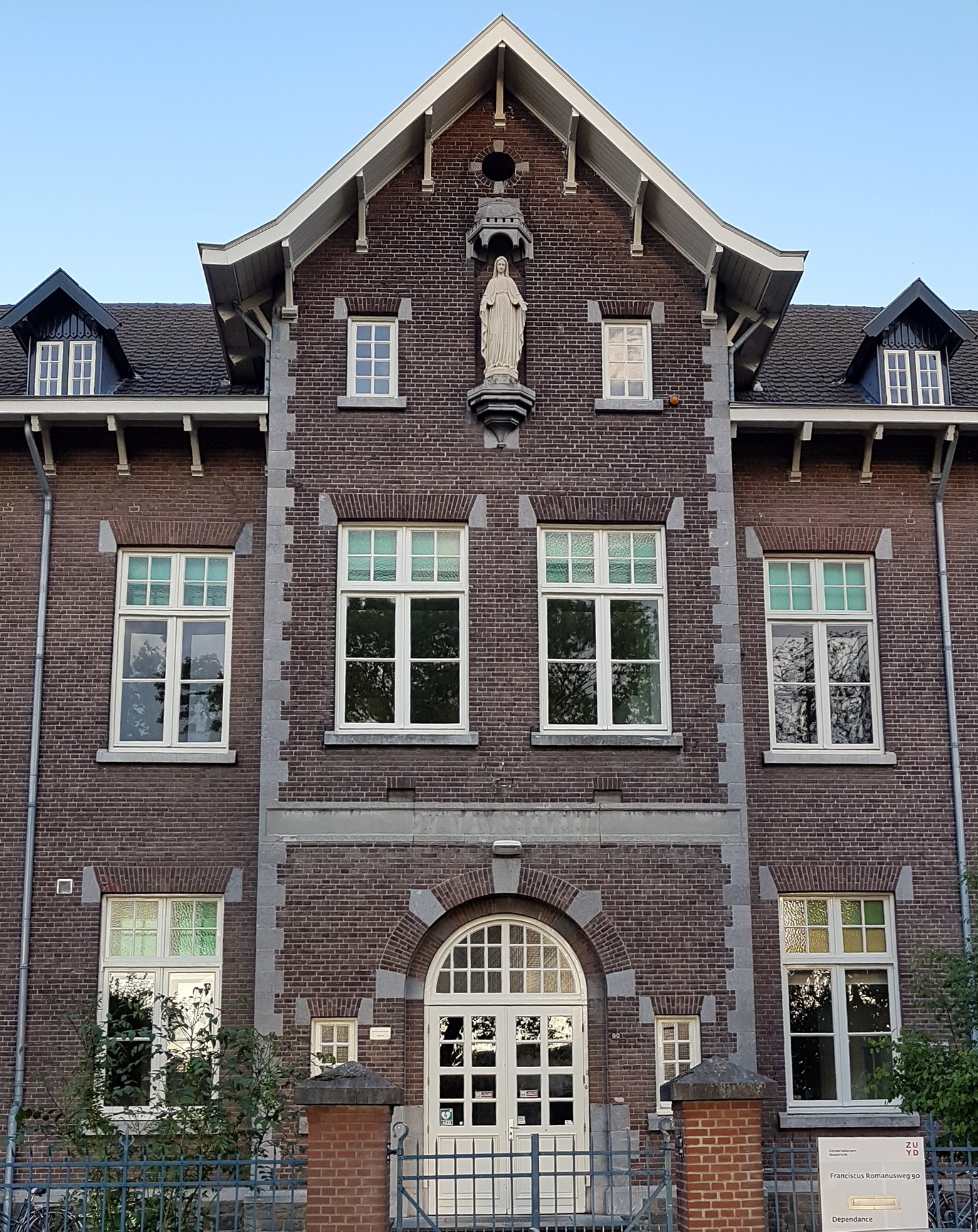
Franciscus Romanusweg, vm. meisjesschool

### Schilderijen, beelden en kunstvoorwerpen
Een deel van de schilderijen, beelden en meubilair van de in de loop der tijd opgeheven franciscanenkloosters is behouden. Zo staat het vroegere hoofdaltaar uit het Tweede Observantenklooster thans in de kerk van Sint-Pieter beneden. Twee 18e-eeuwse kasten uit dit klooster bevinden zich in de sacristie van de Sint-Martinuskerk in Eijsden. Een van de stadsdevoties van Maastricht is het beeld van Maria Sterre der Zee, eeuwenlang in het bezit van de Maastrichtse franciscanen (onder andere in een speciaal gebouwde kapel in de Oude Minderbroederskerk, later in het klooster Slavante). Thans bevindt zich het genadebeeld in de Sterre-der-Zeekapel in de Onze-Lieve-Vrouwebasiliek. Het beeldje van een grauwzuster boven de poort van het Natuurhistorisch Museum is 20e-eeuws (Frans van de Laar, 1921?).

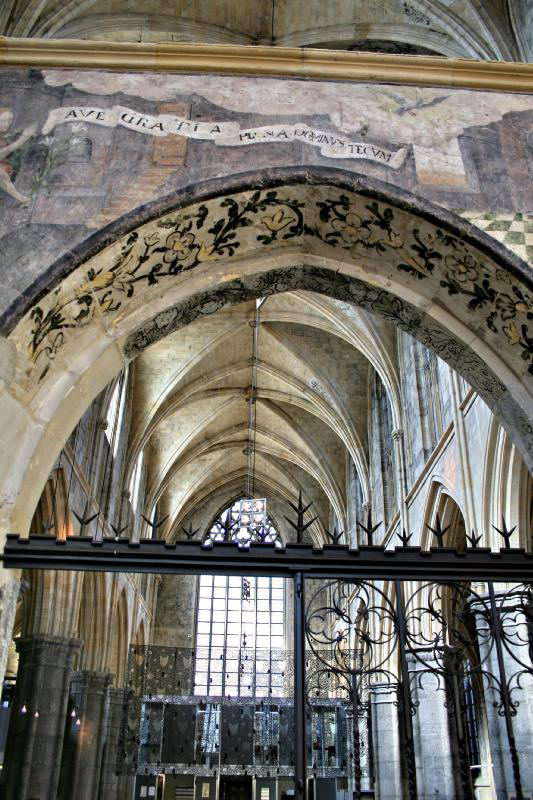
Schildering koorgewelf, Oude Minderbroederkerk
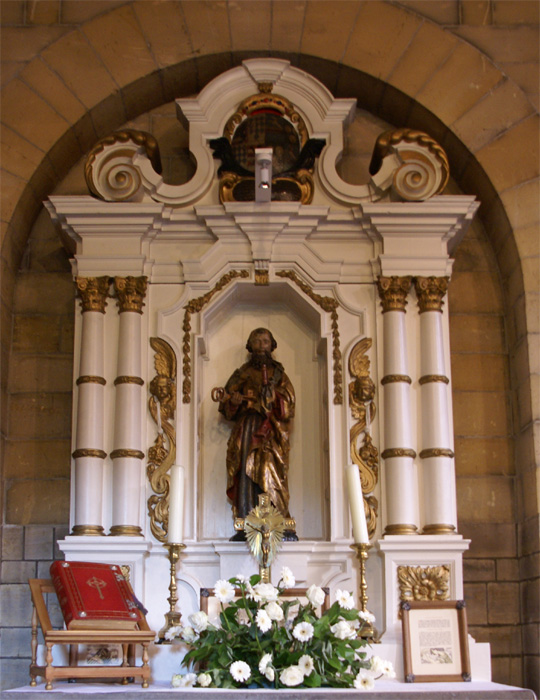
Altaar uit Observantenklooster, Kerk van Sint-Pieter beneden
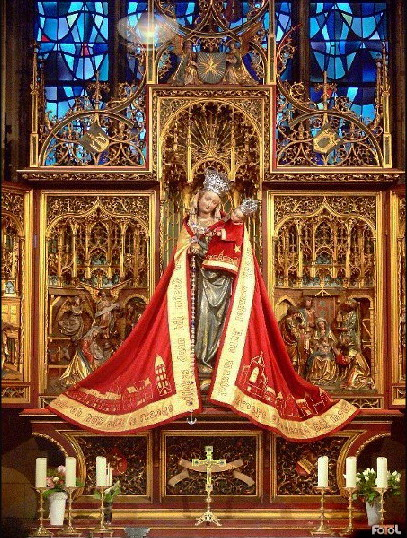
Sterre der Zee, Onze-Lieve-Vrouwebasiliek
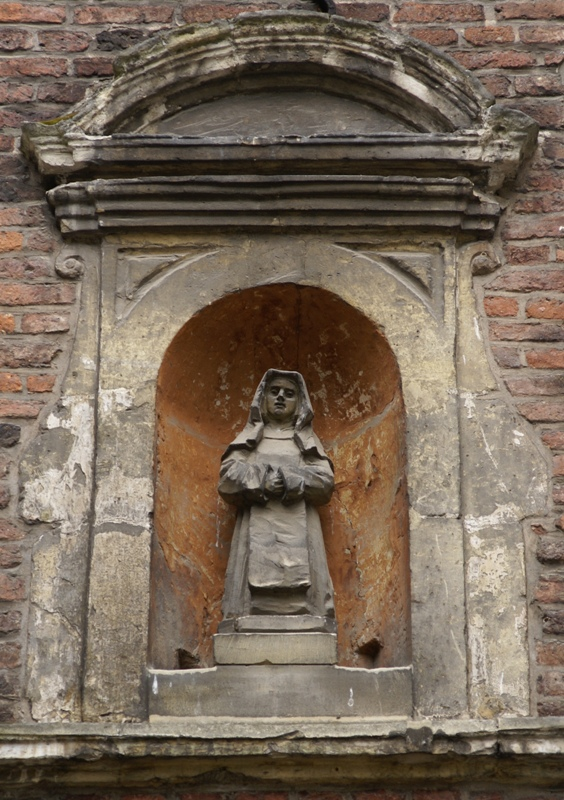
Grauwzuster in nis, Natuurhistorisch Museum